# Electrojet Zeeman Imaging Explorer
Electrojet Zeeman Imaging Explorer plus communément désigné par son acronyme EZIE est une mission développée par l'agence spatiale américaine, la NASA composée de trois nano-satellites volant en formation. Chacun des trois CubeSats 6U est équipé d'un instrument permettant d'observer les électrojets, des courants électriques puissants circulant à environ 105 kilomètres d'altitude entre la magnétosphère et les aurores polaires. Les données collectées doivent permettre de cartographier ce phénomène mal connu et ainsi contribuer à mieux modéliser la (météorologie de l'espace et l'impact de l'activité solaire sur les activités spatiales (satellites) et terrestres (Télécommunications, réseaux électriques, ...). EZIE fait partie du programme Explorer regroupant des missions spatiales scientifiques de faible cout. EZIE est développée sous la direction du laboratoire Applied Physics Laboratory et dispose d'un budget de  53,3 millions US$. La mission a été sélectionnée en 2020 et le lancement est effectué le 15 mars 2025. La durée de la mission primaire est de 18 mois. 

## Contexte
Les électrojets sont des courants électriques de forte intensité qui circulent à une altitude d'environ 1005 kilomètres au-dessus des régions polaires et des régions équatoriales de la face éclairée de la Terre. Ils constituent un des composants des aurores polaires et font partie d'un vaste circuit électrique qui relie notre planète à l'espace interplanétaire. Ces champs électriques jouent un rôle important dans la manière dont la magnétosphère de la Terre réagit aux sursauts de l'activité solaire. Des données précises sur les éjectrojets devraient permettre de mieux comprendre la structure et l'évolution de ces phénomènes et améliorer la modélisation de la météorologie de l'espace. Cette dernière doit permettre de mieux anticiper l'impact de l'activité solaire sur les activités spatiales (satellites) et terrestres (Télécommunications, réseaux électriques, ...),,.

## Conception de la mission
Ces courants électriques circulent à  entre 95 et 145 km au-dessus de la surface de la Terre, altitude trop élevée pour une observation in situ via un ballon stratosphérique et trop basse pour  effectuer celle-ci via un satellite. Pour effectuer ses observations la mission EZIE utilise un spectropolarimètre installé à bord de satellites circulant sur une orbite basse (entre 400 et 600 km). Ceux-ci analysent le rayonnement micro-ondes émis par les molécules d'oxygène dans une direction donnée, ce qui permet la mesure par télédétection (mesure à distance) des électrojets. Le rayonnement observé (118 GHz) résulte d'un phénomène physique, l'effet Zeeman, qui induit l'apparition de raies spectrales spécifiques lorsqu'une source de lumière est soumise à un champ magnétique (champ électrique et champ magnétique sont liés). Cette technique permet de déterminer le champ magnétique existant à 80 km d'altitude donc très proche des électrojets. EZIE repose sur trois nano-satellites survolant à quelques minutes d'intervalle la même région et observant chacun les électrojets en analysant quatre faisceaux micro-ondes. Les données recueillies permettent d'établir une carte en deux dimensions des électrojets.

## Historique du projet
En décembre 2020 l'agence spatiale américaine, la NASA sélectionne la mission EZIE (acronyme de Electrojet Zeeman Imaging Explorer) dans le cadre de son programme Explorer qui regroupe des missions scientifiques à faible cout. Cette mission doit étudier les courants électriques qui circulent entre les aurores polaires et la magnétosphère, un processus mal maitrisé qui joue un rôle important dans la météorologie de l'espace. Jeng-Hwa Yee du laboratoire Applied Physics Laboratory de l'Université Johns-Hopkins (Laurel, Maryland) est le responsable scientifique de la mission. Celle-ci doit être lancée au plus tôt en juin 2024 et dispose d'un budget de 53,3 millions US$. La mission EZIE repose sur trois CubeSats 6U fournis par la société Blue Canyon Technologies (Boulder, Colorado). L'instrument embarqué MEM est développé par le Jet Propulsion Laboratory (Californie).  

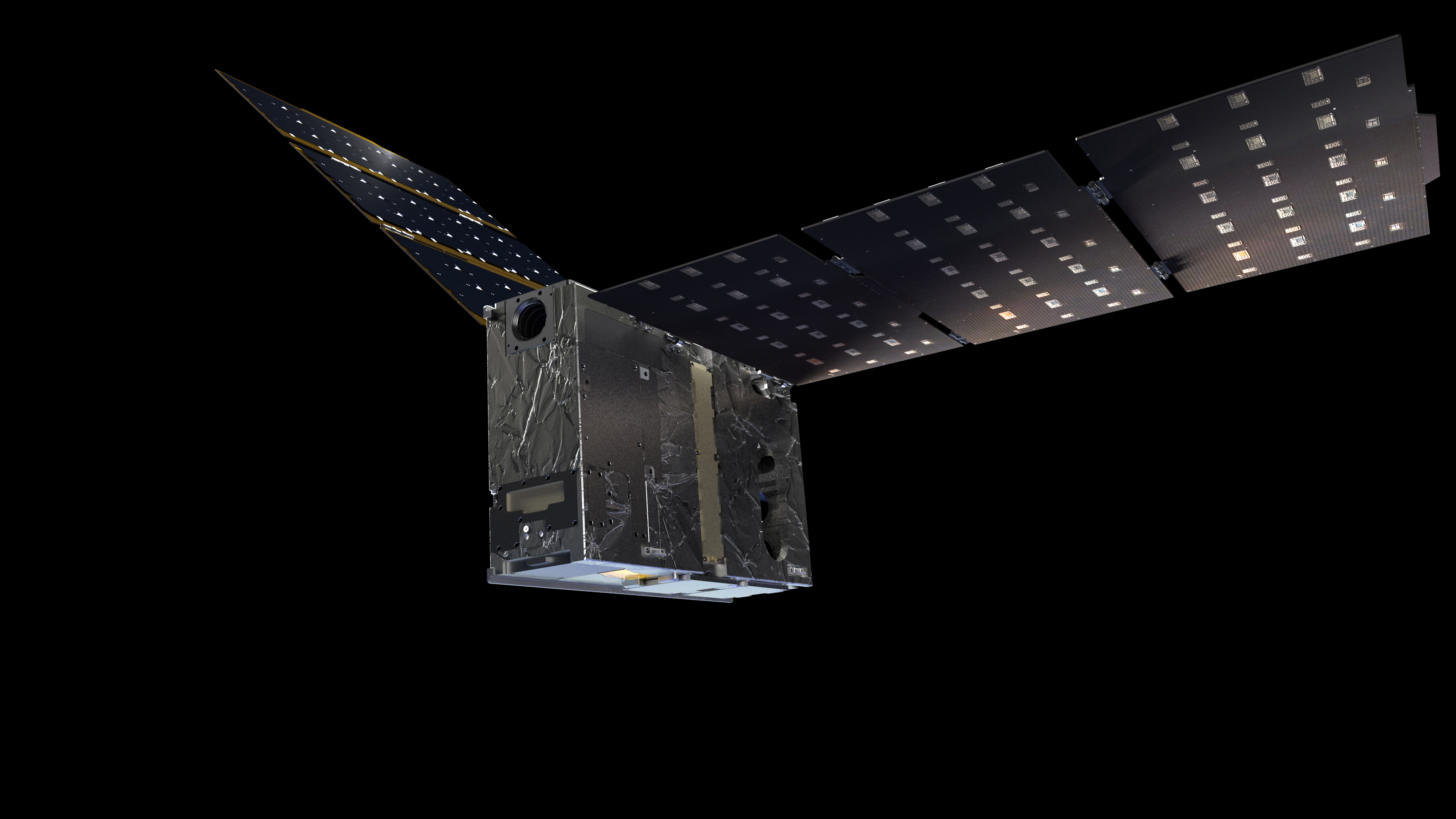

## Caractéristiques techniques
Les trois nanosatellites EZIE sont des CubeSats 6U d'une masse d'environ 12 kilogrammes. Ces nanosatellites sont stabilisés 3 axes et leur énergie est fournie par des panneaux solaires déployés en orbite. Ils utilisent un unique instrument, le spectropolarimètre MEM reposant sur des technologies testées sur les missions TEMPEST-D et CubeRRT.

## Déroulement de la mission
Les trois CubeSats de la mission EZIE doivent être placés en orbite par une fusée Falcon 9 (mission Tranporter-13) décollant depuis la base de lancement de Vandenberg. Les trois satellites sont placés sur une orbite polaire (entre 425 et 675 km) dans le même plan orbital. Ils circulent en file indienne survolant les mêmes régions avec un intervalle de temps de 2 à 10 minutes. Les corrections d'orbite sont effectuées sans propulsion en utilisant les forces de trainée. La durée de la mission primaire est de 18 mois,.